# Lilak Josiki
Lilak Josiki, bez Josiki, lilak węgierski, bez węgierski (Syringa josikaea) – gatunek krzewu z rodziny oliwkowatych. W stanie dzikim występuje na Węgrzech, w Karpatach Wschodnich, na Bałkanach.

## Morfologia
PokrójRozłożysty, krzew wysokości do 4 m, o pędach wyprostowanych, sztywnych.
LiścieCiemnozielone z wierzchu, od spodu niebieskawozielone, całobrzegie, eliptyczne, krótko zaostrzone, długie do 15 cm.
KwiatySłabo pachnące, zebrane w długich i wąskich wiechach. Kielich i korona 4-krotne. Korona fioletowa wąskorurkowatolejkowata, rozpościerająca się ku górze i zwieńczona czterema ostrymi łatkami.  Pręciki są dwa, słupek pojedynczy.
OwoceTorebki.

## Zastosowanie
Roślina ozdobna do obsadzeń w ogrodach, parkach. Zalecany do sadzenia pojedynczo, w grupach i nieformalnych żywopłotach. Strefy mrozoodporności 5-9.